# Блануси
Бланусите (Blanus) са род влечуги от семейство Blanidae.
Таксонът е описан за пръв път от Йохан Георг Ваглер през 1830 година.

## Видове
- Blanus alexandri
- Blanus aporus
- Blanus cinereus – Кафява двуходка
- Blanus mariae
- Blanus mettetali
- Blanus strauchi
- Blanus tingitanus